# Big Hit Music
Big Hit Music (en hangul, 빅히트 뮤직), anteriormente Big Hit Entertainment, es una empresa de entretenimiento surcoreana fundada en 2005 por Bang Si-hyuk. Fue renombrada como Big Hit Music por su empresa matriz HYBE, antes Big Hit Entertainment Co., Ltd.. A fecha de 2025, tiene contrato con el solista Lee Hyun y los grupos BTS, TXT y CORTIS.

## Artistas
- Lee Hyun / MIDNATT
- BTS
- TXT
- CORTIS

## Artistas anteriores
- K.Will (2007-2009, co manejado con JYP Entertainment)
- 2AM (2010-2014, co manejado con JYP Entertainment)
  - Jo Kwon (2010-2014)
- 8Eight (2007-2014)
- Glam (2012-2015)
- Lim Jeong Hee (2012-2015)
- Homme (2010-2018)
  - Changmin (2010-2018)